# East New York (série télévisée)
East New York est une série télévisée américaine en 21 épisodes de 42 minutes diffusée du 2 octobre 2022 au 14 mai 2023 sur le réseau CBS et en simultané sur le réseau CTV au Canada.

## Synopsis
La série est centrée sur les officiers et détectives du 74e commissariat de la police de New York, dans le quartier de Brooklyn, à l’est de New York. À la tête du commissariat se trouve l'inspecteur adjoint Regina Haywood, le commandant nouvellement promu. Haywood a une vision selon laquelle non seulement ils serviront et protégeront la communauté, mais en feront également partie.